# Herpelidae
Die Herpelidae sind eine Familie der Schleichenlurche (Gymnophiona) die in West- und Ostafrika vorkommt. Die Familie wurde 1984 durch den belgischen Herpetologen Raymond Ferdinand Laurent aufgestellt und sollte alle Schleichenlurche der Alten Welt umfassen. Die Herpelidae wurden jedoch nicht allgemein anerkannt. Erst 2011 wurde die Familie durch eine Arbeit von Wilkinson, San Mauro, Sherratt & Gower revalidiert, umfasst jedoch nur noch zwei afrikanische Gattungen und mit einer völlig anderen Diagnose.

## Beschreibung
Wie alle Schleichenlurche sind die Herpelidae wurmartige Amphibien ohne Gliedmaßen und mit einem stark zurückgebildeten Schwanz. Von anderen Schleichenlurchen unterscheiden sie sich durch ihren perforierten Stapes, ein Gehörknöchelchen, und dem Fehlen einer separaten Septomaxillare, ein bei Amphibien und Reptilien vorkommender Knochen der an der Oberkieferspitze liegt.

## Gattungen und Arten
- Gattung Herpele Peters, 1880, Typusgattung, Westafrika.
  - Herpele multiplicata Nieden, 1912
  - Herpele squalostoma (Stutchbury, 1836)
- Gattung Boulengerula Tornier, 1896; Tansania, Kenia.
  - Boulengerula boulengeri Tornier, 1896
  - Boulengerula changamwensis Loveridge, 1932
  - Boulengerula denhardti Nieden, 1912
  - Boulengerula fischeri Nussbaum & Hinkel, 1994
  - Boulengerula niedeni Müller, Measey, Loader & Malonza, 2005
  - Boulengerula taitana Loveridge, 1935
  - Boulengerula uluguruensis Barbour & Loveridge, 1928